# Licencja oprogramowania
Licencja oprogramowania – umowa na korzystanie z utworu, jakim jest aplikacja komputerowa, zawierana pomiędzy podmiotem, któremu przysługują majątkowe prawa autorskie do utworu, a osobą, która zamierza z danej aplikacji korzystać.
Umowa taka powinna określać przede wszystkim pola eksploatacji (formy wykorzystania utworu), czyli warunki, na jakich licencjobiorca jest uprawniony do korzystania z programu. W Polsce ustawa o prawie autorskim i prawach pokrewnych jako podstawowe elementy określające pola eksploatacji wskazuje zakres, miejsce i czas korzystania z utworu, przy czym jest to wyliczenie przykładowe i strony umowy mogą dowolnie kształtować charakter licencji (biorąc jednak pod uwagę treść przepisów ustawowych, których strony nie mogą modyfikować – tzw. ius cogens).

## Rodzaje licencji
Rozróżniamy następujące rodzaje licencji:
- licencje niewyłączne, w których udzielający licencji może zezwolić na korzystanie z utworu wielu osobom równocześnie, które nie muszą mieć formy pisemnej,
- licencje wyłączne (rzadkość w przypadku aplikacji komputerowych), spotykane głównie w przypadku znacznych kontraktów np. na wykonanie systemów bankowych itp., w tym przypadku zwykle umowa licencyjna wynika z umowy o dzieło, na podstawie której firma wykonująca oprogramowanie wykonuje zamówioną aplikację, umowa taka wymaga formy pisemnej pod rygorem nieważności,
- sublicencja, w której licencjobiorca może udzielić dalszej licencji, pod warunkiem wszakże takiego upoważnienia w jego umowie licencyjnej.

## Prawa użytkowników
Użytkownicy komputerów najczęściej mogą spotykać się z licencją w odniesieniu do tzw. licencji użytkownika (EULA), które są używane przez producentów oprogramowania do wiązania użytkowników dodatkowymi ograniczeniami.
Licencje na oprogramowanie są najczęściej bardzo restrykcyjne i większość użytkowników nie czyta ich w ogóle. Większość takich licencji ogranicza liczbę komputerów, na których można zainstalować oprogramowanie, liczbę użytkowników, którzy mogą go używać i wprowadzają wiele innych ograniczeń, które nie są bezpośrednio związane z technologią. Standardowym elementem każdej niemal licencji oprogramowania jest klauzula o wyłączonej odpowiedzialności producenta z tytułu używania oprogramowania przez licencjobiorcę, której znaczenie polega na braku jakiejkolwiek odpowiedzialności producentów oprogramowania za np. skutki błędów w programach.
Licencja GPL i inne licencje FLOSS są reakcją na restrykcyjność licencji na oprogramowanie własnościowe.

## Ważniejsze licencje
Rodzaje licencji oprogramowania:
- Abandonware
- Adware
- AGPL (Affero General Public License)
- Apache License
- APSL (Apple Public Source License)
- Beerware
- BOX
- CDDL (Common Development and Distribution License)
- CPL (Common Public License)
- Donationware
- Freeware
- GNU GPL (GNU General Public License)
- GNU LGPL (GNU Lesser General Public License)
- IDPL (Initial Developer’s Public License)
- IPL (InterBase Public License)
- Licencja Artystyczna (Twórcza, Artistic License)
- Licencja BSD
- Licencja X11 (MIT)
- MOLP
- MPL (Mozilla Public License)
- NPL (Netscape Public License)
- OEM (Original Equipment Manufacturer)
- Postcardware (cardware)
- Shared Source
- Shareware
- Trial
- WTFPL